# (3092) Herodotus
(3092) Herodotus ist ein Asteroid des Hauptgürtels, der am 24. September 1960 vom niederländischen Forscherteam Cornelis Johannes van Houten, Ingrid van Houten-Groeneveld und Tom Gehrels im Rahmen des Palomar-Leiden-Surveys entdeckt wurde.
Der Name des Asteroiden erinnert an den griechischen Historiker und Völkerkundler Herodot.